# A Magyar Népköztársaság Elnöki Tanácsa tagjainak listája
Az alábbi lista a Magyar Népköztársaság Elnöki Tanácsa tagjainak listáját tartalmazza. A testületnek egyidejűleg huszonegy tagja volt, beleértve az elnököt, a két elnökhelyettest és a titkárt.

## Elnökei
- Szakasits Árpád (1949–1950)
- Rónai Sándor (1950–1952)
- Dobi István (1952–1967)
- Losonczi Pál (1967–1987)
- Németh Károly (1987–1988)
- Straub F. Brunó (1988–1989)

| - Kiss Károly (1949–1951) - Nagy Dániel (1949–1963) - Kovács István (1951–1953) - Révai József (1953–1958) - Kiss Károly (1958–1961, másodszor) - Marosán György (1961–1963) - Gáspár Sándor (1963–1988) - Kisházi Ödön (1963–1975) - Trautmann Rezső (1975–1989) - Sarlós István (1988–1989) | - Olt Károly (1949–1950) - Szabó Piroska (1950–1953) - Darabos Iván (1953–1956) - Kristóf István (1956–1961) - Kiss Károly (1961–1967) - Cseterki Lajos (1967–1978) - Katona Imre (1978–1989) |

## Tagjai
- Ács Lajos (1953–1957)
- Andics Erzsébet (1949–1957)
- Apró Antal (1949–1952, 1953–1954)
- Balogh István (1949–1951)
- Bánáti Gézáné (1980–1989)
- Barcs Sándor (1953–1975, 1980–1989)
- Bartha Tibor (1963–1988)
- Benke Valéria (1967–1971)
- Bíró Imre (1980–1989)
- Bodonyi Pálné (1971–1980)
- Bognár Rezső (1961–1963, 1986–1989)
- Borbély Gábor (1975–1980)
- Brutyó János (1961–1963)
- Darvas József (1972–1973)
- Dési Frigyes (1963–1967)
- Dési Zoltánné (1980–1985)
- Dobi István (1967–1968)
- Donáth Ferenc (1949–1951)
- Duschek Lajosné (1985–1989)
- Eleki János (1985–1989)
- Erdei Ferenc (1965–1971)
- Erdei Lászlóné (1980–1985)
- Erdei Mihály (1949–1953)
- Gajdócsi István (1985–1989)
- Gáspár Sándor (1955–1963)
- Gerő Ernő (1956–1957)
- Gosztonyi János (1953–1963)
- Győre Sándor (1975–1985)
- Harustyák József (1949–1961)
- Házi Árpád (1950–1951, 1953–1955)
- Horváth István (1971–1975)
- Horváth Márton (1949–1953)
- Horváth Richárd (1963–1980)
- Horváth Sándorné (1980–1989)
- Kádár János (1965–1989)
- Kállai Gyula (1967–1989)
- Kárpáti Márta (1975–1980)
- Katona Imre (1975–1978)
- Katona Jenő (1949–1953)
- Kiss Károly (1957–1958)
- Kovács István (1949–1951, 1956–1958)
- Krémerné Michelisz Teréz (1985–1989)
- Kristóf István (1952–1956, 1961–1963)
- Losonczi Pál (1987–1989)
- Mándity Marin (1985–1989)
- Maros Józsefné (1963–1967)
- Marosán György (1960–1961)
- Mekis József (1951–1953)
- Mihályfi Ernő (1949–1972)
- Nagy Dániel (1963–1971)
- Nagy Sándor (1980–1985)
- Nagyistók József (1958–1963)
- Nánási László (1949–1985)
- Németh Károly (1967–1987)
- Nezvál Ferenc (1951–1956)
- Nógrádi Sándor (1963–1967)
- Olt Károly (1957–1961)
- Ortutay Gyula (1958–1978)
- Parragi György (1951–1958)
- Péter János (1957–1961)
- Petri Gábor (1969–1985)
- Pióker Ignác (1975–1985)
- Pongrácz Kálmán (1963–1971)
- Prieszol József (1949–1953, 1961–1963)
- Rákosi Mátyás (1955–1957)
- Reszegi Ferenc (1957–1963)
- Révai József (1958–1959)
- Rónai Sándor (1956–1965)
- Rusznyák István (1949–1958)
- Sályi István (1963–1975)
- Seregélyi József (1949–1963)
- Somogyi József (1974–1978)
- Szabó István (1967–1975)
- Szabó Pál (1949–1958)
- Szabó Piroska (1949–1950)
- Szakasits Árpád (1958–1965)
- Szalai Géza (1985–1989)
- Szekfű Gyula (1954–1955)
- Szentágothai János (1985–1989)
- Szobek András (1957–1967)
- Tóth Károly (1988–1989)
- Törő Imre (1963–1967)
- Trautmann Rezső (1971–1975)
- Uszta Gyula (1953–1985)
- Varga István (1951–1953)
- Vass Istvánné (1971–1980)
- Vég Béla (1953–1956)
- Vida Miklós (1980–1989)
- Víg Pál (1949–1953)